# تبديل مزدوج
التبديل المزدوج، القطع المزدوج أو الكسر المزدوج هو ممارسة استخدام التبديل المتعدد لاغلاق أو فتح الجهتين الإيجابية والسلبية لل DC  الدارة الكهربائية أو للجهتين الساخنة  والطبيعية لل AC.
هذه التقنية تستخدم لمنع خطرالصدمة في الاجهزة الكهربائية المتصلة بالمقابس ومآخذ طاقة التيار المتردد غير المستقطب.
التبديل المزدوج هو ممارسة سلامة الهندسة المهمة في اشارات السكك الحديدية حيث يتم استخدامه للتأكد من أنه من غير المحتمل أن تتسبب تغذية خاطئة واحدة للتيار إلى التتابع من فشل الجانب الخطأ.
وهي مثال للاستخدام التكرار لزيادة الامان وخفض احتمالية فشل للعزل المزدوج المماثل.
يزيد التبديل المزدوج من تكلفة وتعقيد الأنظمة التي يتم استخدامها فيها، فعلى سبيل المثال من خلال جهات اتصال الترحيل الإضافية والمرحلات الإضافية، لذلك يتم تطبيق التقنية بشكل انتقائي حيث يمكنها توفير وتحسين سلامة فعالة من حيث التكلفة.

## امثلة على ذلك
كاشفات الانزلاق الارضي والوش اواي
هي كاشفات مدفونة في سد الأرض ويفتح دائرة إذا حدث انهيار ارضي وليس من ممكن الضمان ان الأرض الرطبة للجسر  لن تكمل الدائرة والتي من المفترض ان تنكسر.
إذا كانت الدائرة من نوع القطع المزدوج مع اسلاك ايجابية وسلبية فأي ارض موصلة مبللة من المحتمل تفجير فتيل من ناحية وقصر تتابع الكشف من ناحية أخرى، أي منهما يماد ان يكون تطبيق إشارة التحذير الصحيحة من المؤكد.

## الحوادث
كلافام 
كان تحطم سكة حديد Clapham Junction لعام 1988 ناتجًا جزئيًا عن عدم وجود مفتاح مزدوج تم تبديل أو ترحيل الإشارة المعني فقط على الجانب الساخن، بينما عاد تيار العودة على سلك غير محول. تجاوز سلك سائب جهات الاتصال التي بدلت بها مرحلات الكشف عن القطار الإشارة، مما يسمح للإشارة بإظهار اللون الأخضر عندما يكون هناك قطار ثابت أمامك. 35 قتلو من هذا التصادم.
رحلة المتحدة 811
حصل حادث مماثل على رحلة الخطوط الجوية المتحدة 811 بسبب دائرة امان ذات مفتاح واحد ل آلية باب الامتعة.
فشل عزل اسلاك الكهرباء في تلك الدائرة سمح بفتح باب الامتعة من خلال تغذية كاذبة مما ادى إلى الغاء الضغط الكارثي ووفاة 9 ركاب.

## التأشير في نيو ساوث ويلز
دراسة حول الإشارات الكهربائية للسكك الحديدية في نيو ساوث ويلز من القرن العشرين، تظهر نسبة متزايدة باستمرار من التبديل المزدوج مقارنة بالتبديل الفردي.
وبالطبع لا يكلف التبديل المزدوج  المزيد من الأسلاك والمزيد من جهات اتصال الترحيل والاختبار، من ناحية أخرى، فإن التبديل المزدوج هو بطبيعته أقل عرضة للإخفاقات الجانبية الخاطئة؛ فيساعد على التغلب على أخطاء الدائرة القصيرة التي يصعب اختبارها.
قد يؤدي التبديل المزدوج الجزئي إلى مضاعفة مفاتيح التحكم في الرافعة ودوائر المسار بين إشارة واحدة والإشارة التالية، بينما يؤدي التبديل الفردي لدارات المسار في التداخل الأقل أهمية إلى ما بعد الإشارة التالية.
يتم تسهيل التبديل المزدوج من خلال المرحلات الأكثر تطورا التي لديها المزيد من الاتصالات في مساحة أقل:
1. ترحيل نوع الرف قبل 1950 - 12 جهة اتصال (أمامية (الصنع) والظهر (استراحة)) - الحجم الكامل
2. مقبس توصيل نوع Q بعد عام 1950 - 16 جهة اتصال (أمامية (الصنع) والظهر (استراحة)) - حوالي نصف الحجم.